# Cantón de Le Massegros
El cantón de Le Massegros era una división administrativa francesa, que estaba situada en el departamento de Lozère y la región de Languedoc-Rosellón.

## Composición
El cantón estaba formado por cinco comunas:
- Le Massegros
- Le Recoux
- Les Vignes
- Saint-Georges-de-Lévéjac
- Saint-Rome-de-Dolan

## Supresión del cantón de Le Massegros
En aplicación del Decreto n.º 2014-245 de 25 de febrero de 2014, el cantón de Le Massegros fue suprimido el 22 de marzo de 2015 y sus 5 comunas pasaron a formar parte del nuevo cantón de La Canourgue.